# Мухамед ел Идриси
Абу Абдалах Мухамед ел Идриси ел Куртуби ел Хасани ел Сабти, или краће ел Идриси (арап. أبو عبد الله محمد الإدريسي القرطبي الحسني السبتي, лат. Dreses; 1100—1166), арапски картограф, географ и путник који је живео на Сицилији на двору краља Руђера II.
Путовао је по јужној Европи, северној Африци и Малој Азији. У периоду 1125—1154. пише дело о дотада познатом свету под насловом арап. Nuzhat al-Mushataq fi ikhtiraq al-afaq (Разонода онима који чезну да обиђу свет). Дело је садржало велику, окренуту према југу лат. mappu mundi  која је била урезана у сребрну плочу и позната као лат. Tabula Rogeriana те пропратну књигу названу Географија. Његово дело познато је међу Арапима под насловом Руђерова књига док је његова карта најбоље картографско дело Арапа.
Ел Идриси је 1161. извршио још две редакције свог дела под необичним насловом Вртови човечанства и разонода за душу, међутим сви преписи дела су изгубљени. Скраћена верзија тог издања, названа Вртови среће (уобичајено се назива Мали Идриси) објављена је 1192. године.
Књига није савршен историјски извор јер се Ел Идриси (као што је то тада било уобичајено) ослањао на друге изворе за своје дело. На пример, када је писао о Пољској изједначио је са земљом која је данашња Чешка, јер је писао о „земљи која је окружена планинама“.
Идриси је о граду Бару 1154. године написао: Становништво је словенско... Ово је велики град, који се рачуна међу најславније. 